# 금붙임

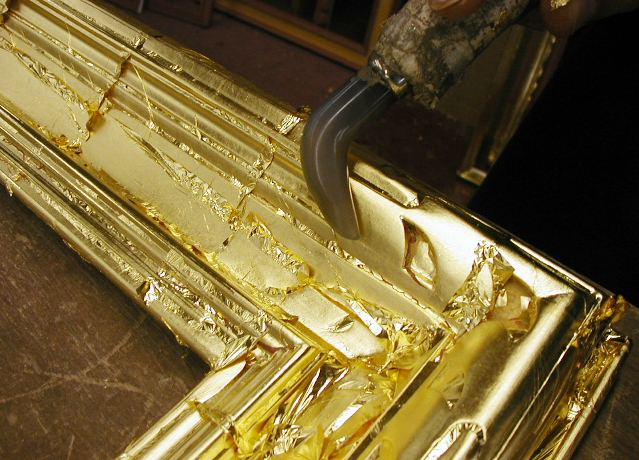
마노석 도구로 광택을 낼 준비가 된 금붙임 프레임

금붙임 또는 길딩(gilding)은 금속(가장 일반적), 목재, 도자기 또는 돌과 같은 단단한 표면 위에 매우 얇은 금 코팅을 적용하는 장식 기술이다. 금붙임을 입힌 물건은 "금박"이라고도 한다. 금속에 금을 입힌 경우 아래 금속은 서양에서는 전통적으로 은을 사용하여 은금(버메일) 물체를 만들었지만 중국에서는 금동이 일반적으로 사용되며 서양에서는 오르몰루라고도 한다. 금붙임 방법에는 일반적으로 금박을 손으로 도포하고 접착하는 방식, 화학적 금붙임, 전기 금붙임이 포함된다. 부분 금붙임 물체는 표면의 일부에만 금붙임되어 있다. 이는 성배나 이와 유사한 용기의 내부는 모두 금으로 도금하고 외부는 금으로 도금하거나, 금박을 입힌 부분과 금박을 입히지 않은 부분을 조합하여 패턴이나 이미지를 만든다는 의미일 수 있다.
금붙임은 순금 물체를 만드는 데 드는 비용의 일부만으로 물체에 금색 외관을 부여한다. 게다가, 순금 조각은 실제 사용하기에는 너무 부드럽거나 너무 무거울 수 있다. 금박 표면도 은처럼 변색되지 않는다.
현대의 금붙임은 다양한 공정을 통해 수많은 다양한 표면에 적용된다. 보다 전통적인 기술은 여전히 프레임 제작의 중요한 부분을 형성하고 있으며 때로는 일반 목공, 캐비닛 작업, 장식 그림 및 실내 장식, 제본 및 장식품, 가죽 작업, 도자기, 도자기, 유리 장식에 여전히 사용된다.

## 같이 보기
- 금박